# Алферьевский сельский округ
Алферьевский сельский округ — упразднённая административно-территориальная единица, существовавшая на территории Зарайского района Московской области в 1994—2006 годах.
Алферьевский сельсовет был образован в первые годы советской власти. По данным 1923 года он входил в состав Спас-Журавенской волости Каширского уезда Московской губернии.
В 1924 году Алферьевский с/с был присоединён к Назарьевскому с/с.
2 февраля 1925 года Спас-Журавенская волость была переименована в Достоевскую волость. Позднее в её состав был восстановлен Алферьевский с/с.
В 1929 году Алферьевский с/с был отнесён к Зарайскому району Коломенского округа Московской области.
17 июля 1939 года Алферьевский с/с был упразднён, а его территория (селения Алферьево и Черемошня) были переданы в Хлоповский сельсовет.
10 сентября 1968 года Алферьевский с/с был восстановлен в составе Зарайского района. В него вошли следующие населённые пункты:
- из Больше-Белынического с/с: Косовая, Пески, Татины
- из Струпненского с/с: Букино, Даровое, Моногарово, Шистово
- из Хлоповского с/с: Алферьево, Михалево, Назарьево, Черемошня.

23 июня 1988 года в Алферьевском с/с была упразднена деревня Букино.
3 февраля 1994 года Алферьевский с/с был преобразован в Алферьевский сельский округ.
В ходе муниципальной реформы 2004—2005 годов Алферьевский сельский округ прекратил своё существование как муниципальная единица. При этом все его населённые пункты были переданы в сельское поселение Струпненское.
29 ноября 2006 года Алферьевский сельский округ исключён из учётных данных административно-территориальных и территориальных единиц Московской области.